# Torneig de Viareggio
El Torneig de Viareggio o Copa Carnestoltes (oficialment Torneo Mondiale Giovanile di Calcio Coppa Carnevale) és un dels torneigs de futbol més importants del món per a jugadors sub 21. Es juga cada any a la ciutat de Viareggio (Itàlia).
Es juga des de 1949 i comença cada any el tercer dilluns passat i termina el darrer dilluns del carnestoltes italià. El torneig és reconegut per la FIFA, la UEFA, la Federació Italiana de Futbol i el Comitè Olímpic d'Itàlia.

## Format
- Eliminatòries (a 1 partit, llevat que es digui una altra cosa)
  - 1949 (10 equips) prèvia amb 2 encreuaments, quarts de final, semifinals, 3r lloc i final
  - 1950 (12 equips) prèvia amb 4 encreuaments, quarts de final, semifinals, 3r lloc i final
  - 1951 (8 equips) quarts de final, semifinals, 3r lloc i final
  - 1952-1956 (16 equips) vuitens de final, quarts de final, semifinals, 3r lloc i final
  - 1957 i 1959 (8 equips) quarts de final (a 2 partits), semifinals, 3r lloc i final
  - 1958 i 1960- (16 equips) vuitens se final (a 2 partits) quarts de final, semifinals, 3r lloc i final

## Palmarès
|                     |           | Títols                            | Subcampionats | Tercers llocs      | Quarts llocs       | Quarts de final                   | Vuitens de final / eliminatòria prèvia als quarts de final |
| ------------------- | --------- | --------------------------------- | ------------- | ------------------ | ------------------ | --------------------------------- | ---------------------------------------------------------- |
| 1860 München        | Alemanya  |                                   |               |                    |                    |                                   | 1 (1952)                                                   |
| Bayern München      | Alemanya  |                                   |               |                    |                    |                                   | 4 (1955 1956 1960 1961)                                    |
| Hamburg             | Alemanya  |                                   |               |                    |                    |                                   | 1 (1953)                                                   |
| Offenbach           | Alemanya  |                                   |               |                    |                    |                                   | 2 (1953 1954)                                              |
| Austria Wien        | Àustria   |                                   |               |                    |                    |                                   | 3 (1953 1954 1955)                                         |
| First Vienna        | Àustria   |                                   |               |                    | 1 (1951)           | 1 (1950)                          | 2 (1952 1955)                                              |
| Rapid Wien          | Àustria   |                                   |               |                    |                    | 1 (1959)                          |                                                            |
| Wiener              | Àustria   |                                   |               |                    |                    |                                   | 1 (1961)                                                   |
| CSKA Sofia          | Bulgària  |                                   |               |                    |                    |                                   | 1 (1962)                                                   |
| Levski Sofia        | Bulgària  |                                   |               |                    |                    |                                   | 1 (1960)                                                   |
| Barcelona           | Catalunya |                                   |               |                    |                    |                                   | 1 (1962)                                                   |
| Deportivo Barcelona | Catalunya |                                   |               |                    |                    |                                   | 1 (1958)                                                   |
| Dinamo Zagreb       | Croàcia   |                                   |               |                    |                    | 2 (1951 1961)                     | 2 (1952 1962)                                              |
| Hajduk Split        | Croàcia   |                                   |               |                    |                    |                                   | 3 (1953 1955 1958)                                         |
| Rijeka              | Croàcia   |                                   |               |                    |                    |                                   | 2 (1961 1962)                                              |
| Sibenik             | Croàcia   |                                   |               |                    |                    |                                   | 1 (1960)                                                   |
| Odense              | Dinamarca |                                   |               |                    |                    | 1 (1956)                          | 1 (1954)                                                   |
| Deportivo Madrid    | Espanya   |                                   |               |                    |                    |                                   | 1 (1956)                                                   |
| Real Madrid         | Espanya   |                                   |               |                    |                    |                                   | 1 (1954)                                                   |
| SUED Madrid         | Espanya   |                                   |               |                    |                    |                                   | 1 (1954)                                                   |
| Bordeaux            | França    |                                   |               |                    |                    |                                   | 2 (1953 1960)                                              |
| Menton              | França    |                                   |               |                    |                    | 1 (1949)                          |                                                            |
| Nice                | França    |                                   |               |                    |                    | 1 (1949)                          | 1 (1952)                                                   |
| Racing Paris        | França    |                                   |               |                    | 1 (1951)           | 2 (1950 1952 1959)                | 1 (1958)                                                   |
| Stade Reims         | França    |                                   |               |                    |                    |                                   | 2 (1953 1954)                                              |
| Saloniki            | Grècia    |                                   |               |                    |                    |                                   | 1 (1961)                                                   |
| Vasas Budapest      | Hongria   |                                   |               |                    |                    |                                   | 2 (1960 1962)                                              |
| Alessandria         | Itàlia    |                                   |               |                    |                    | 1 (1958)                          |                                                            |
| Atalanta            | Itàlia    |                                   |               | 1 (1955)           | 1 (1958)           | 1 (1953)                          | 1 (1956)                                                   |
| Bologna             | Itàlia    |                                   |               |                    | 1 (1960)           | 4 (1951 1952 1955 1962)           | 3 (1953 1956 1961)                                         |
| Fiorentina          | Itàlia    |                                   | 2 (1958 1962) | 2 (1959 1960)      | 3 (1950 1952 1955) | 6 (1949 1950 1953 1954 1957 1961) | 1 (1956)                                                   |
| Genoa               | Itàlia    |                                   |               |                    |                    | 2 (1955 1958)                     | 3 (1952 1956 1960)                                         |
| Inter Milan         | Itàlia    | 1 (1962)                          |               | 2 (1952 1961)      |                    | 1 (1951)                          |                                                            |
| Juventus            | Itàlia    | 1 (1961)                          | 2 (1953 1954) |                    |                    | 2 (1959 1962)                     |                                                            |
| Lazio               | Itàlia    |                                   | 1 (1949)      |                    |                    |                                   | 4 (1950 1953 1956 1960)                                    |
| Livorno             | Itàlia    |                                   |               |                    |                    |                                   | 1 (1949)                                                   |
| Lucchese            | Itàlia    |                                   |               |                    |                    |                                   | 1 (1949)                                                   |
| Milan               | Itàlia    | 6 (1949 1952 1953 1957 1959 1960) | 1 (1956)      | 1 (1954)           | 2 (1961 1962)      | 1 (1955)                          | 2 (1950 1958)                                              |
| Modena              | Itàlia    |                                   |               | 1 (1950)           |                    | 1 (1958)                          | 1 (1956)                                                   |
| Napoli              | Itàlia    |                                   |               |                    |                    |                                   | 1 (1952)                                                   |
| Novara              | Itàlia    |                                   |               |                    |                    |                                   | 2 (1950 1952)                                              |
| Padova              | Itàlia    |                                   |               |                    |                    | 1 (1956)                          |                                                            |
| Roma                | Itàlia    |                                   | 2 (1950 1957) |                    | 1 (1959)           | 2 (1954 1958)                     | 1 (1960)                                                   |
| Sampdoria           | Itàlia    | 2 (1950 1958)                     | 2 (1951 1955) | 2 (1949 1956)      | 2 (1956 1960)      | 5 (1952 1953 1954 1959 1962)      | 1 (1961)                                                   |
| SPAL                | Itàlia    |                                   |               |                    | 1 (1956)           |                                   |                                                            |
| Torino              | Itàlia    |                                   |               | 1 (1962)           |                    | 2 (1960 1961)                     |                                                            |
| Triestina           | Itàlia    |                                   |               |                    |                    | 1 (1950)                          | 1 (1955)                                                   |
| Udinese             | Itàlia    |                                   |               | 3 (1953 1957 1958) | 2 (1954 1960)      | 1 (1956)                          | 2 (1955 1961)                                              |
| Viareggio           | Itàlia    |                                   |               |                    |                    | 4 (1949 1952 1953 1954)           | 2 (1950 1955)                                              |
| Vicenza             | Itàlia    | 2 (1954 1955)                     | 1 (1961)      |                    |                    | 3 (1956 1957 1962)                | 2 (1958 1962)                                              |
| Progresul Bucuresti | Romania   |                                   |               |                    |                    |                                   | 2 (1958 1962)                                              |
| Partizan Belgrad    | Sèrbia    | 1 (1951)                          | 2 (1952 1959) |                    | 1 (1953)           | 3 (1955 1957 1960)                | 3 (1958 1961 1962)                                         |
| Landskrona          | Suècia    |                                   |               |                    |                    |                                   | 1 (1954)                                                   |
| Bellinzona          | Suïssa    |                                   |               |                    | 1 (1949)           |                                   |                                                            |
| Bern                | Suïssa    |                                   |               |                    |                    |                                   | 1 (1952)                                                   |
| Chiasso             | Suïssa    |                                   |               |                    |                    |                                   | 2 (1954 1955)                                              |
| Servette            | Suïssa    |                                   |               |                    |                    | 1 (1950)                          |                                                            |
| Dukla Praga         | Txèquia   |                                   | 1 (1960)      |                    |                    | 2 (1956 1961)                     | 1 (1962)                                                   |
| Spartak Praga       | Txèquia   | 1 (1956)                          |               |                    |                    |                                   | 1 (1958)                                                   |